# Richard Kempenfelt
Richard Kempenfelt, né en 1718 et mort à Portsmouth le 29 août 1782, est un marin britannique qui atteint le grade de rear admiral.
Il est connu pour sa victoire sur l'escadre française du comte de Guichen à la seconde bataille d'Ouessant en 1781 et pour son décès dans le naufrage accidentel du HMS Royal George, au mouillage, l'année suivante.